# Josef Kamper (Rennfahrer)
Josef „Pepi“ Kamper (* 3. April 1925 in Deutsch Haslau, Prellenkirchen; † 2. Februar 1984 in Donnerskirchen) war ein österreichischer Motorradrennfahrer.

## Leben
Josef Kamper wohnte in Winden am See. Er gewann von 1946 bis 1959 17 Staatsmeistertitel in den Sparten Speedway, Sandbahn und Grasbahn. Nach seiner sportlichen Karriere wurde er Unternehmer mit einer Autowerkstatt und einem Autohaus. Josef Kamper starb bei einem Verkehrsunfall.
1985 gründeten seine Freunde eine nach Kamper benannte burgenländische Sportstiftung, welche junge Sportler unterstützt.